# 十和田市立大深内中学校
十和田市立大深内中学校（とわだしりつおおふかないちゅうがっこう）は、青森県十和田市大字洞内にある公立中学校。

## 沿革
- 1951年（昭和26年）
  - 4月1日 - 洞内中学校と早坂中学校が統合し、大深内村立大深内中学校開校。洞内小学校校舎・早坂小学校校舎に、それぞれ併設発足。
  - 4月6日 - 開校式挙行。
  - 8月30日 - 現在地に、独立新校舎が落成し、移転。
- 1952年（昭和27年）
  - 4月 - 体育館増築落成。
  - 10月1日 - 校章制定。
- 1955年（昭和30年）2月1日 - 昭和の大合併により、三本木市立大深内中学校と改称。
- 1956年（昭和33年）10月10日 - 市名変更により、十和田市立大深内中学校と改称。
- 1975年（昭和50年）4月 - 学区の一部が分離し、新たに開校した甲東中学校へ編入。
- 1977年（昭和52年）12月 - 校舎新築第一期工事竣工。
- 1978年（昭和53年）12月 - 校舎新築第二期工事竣工。
- 1981年（昭和56年）3月 - 講堂（体育館）落成。
- 2014年（平成26年）12月 - 耐震改修工事完了。
- 2022年（令和4年）
  - 10月4日 - 本校敷地内にて、洞内・松陽地区統合小中学校校舎建設工事の安全祈願祭挙行[1][2]。
  - 12月9日 - 新校舎完成。なお、新校舎は、地元産の杉材をふんだんに使用した[3]。
- 2023年（令和5年）4月 - 本校と洞内・松陽の2小学校と統合し、十和田市内初の小中一貫校が開校。

## 生徒数
2022年（令和4年）5月1日時点。
| 学年 | 1年 | 2年 | 3年 | 特別支援   | 合計 |
| ---- | --- | --- | --- | ---------- | ---- |
| 学級 | 1   | 1   | 1   | 2          | 5    |
| 生徒 | 10  | 8   | 10  | 3 （内数） | 28   |

## 通学区域
- 洞内
  - 井戸頭の一部
  - 樋口の一部
  - 枯木根
  - 妻ノ神
  - 杉ノ沢
  - 客僧田
  - 千刈田
  - 長田
  - 長根
  - 沼田野
  - 前田
  - 森田
  - 向
  - 山崎
- 大沢田
- 馬洗場
  - 上町
  - 下町
- 立崎
- 八斗沢 - 家ノ下の一部、八斗沢の一部を除く
- 豊ヶ岡
  - 豊ヶ岡

## アクセス
- 十和田観光電鉄バス「大深内中学校前」バス停下車。